# Núria Anglada i Casamajor
Núria Anglada i Casamajor (la Bisbal d'Empordà, 1968) és una política i professora catalana, que va ser alcaldessa de la Bisbal d'Empordà des de l'abril de 2014 al juny de 2015. És consellera nacional d'Unió Democràtica de Catalunya. Des del juny de 2016 és regidora a l'oposició del grup municipal de CiU.
Té el títol Superior de Solfeig pel Conservatori Municipal de Música de Barcelona, el Professional de piano i el Diploma Pedagògic d'Educació Musical Willems. L'any 1991 mentre estudiava va començar la seva trajectòria com a docent en escoles de música de Terrassa, Sabadell i Barcelona. El 1998, després de vuit anys vivint a Barcelona, torna a l'Empordà on continua amb l'activitat pedagògica. Des del 2007 treballa com a professora de música de Secundària pel Departament d'Ensenyament de la Generalitat. En l'àmbit associatiu l'any 1999 va formar part de la Junta que va impulsar Joventuts Musicals de la Bisbal, entitat que va presidir fins a l'any 2007. Va ser vicepresidenta segona de Joventuts Musicals de Catalunya.
L'any 2003 va formar part de la llista del grup municipal de Convergència i Unió i l'any 2007, de cap de llista i amb el govern de CiU-ERC, va ser regidora de Cultura i 1a Tinent d'alcalde. La legislatura 2011-15 amb el govern PSC-CiU va ser regidora d'Ensenyament i alcaldessa de l'abril de 2014 al juny de 2015. En l'àmbit comarcal va ser consellera del Consell Comarcal del Baix Empordà a l'oposició (2007-2011) i Vicepresidenta segona i consellera d'Ensenyament i Cultura (2011-2015).
L'agost de 2018 deixa la regidoria on exercia d'oposició reemplaçada per Xavier Dilmé.